# Dara Torres
Angelena Dara Grace Torres (Jupiter, Florida, 15 april 1967) is een Amerikaanse zwemster en winnares van 12 olympische medailles, waarvan 4 gouden. Torres nam deel aan de Olympische Spelen van 1984, 1988, 1992, 2000 en 2008 en is de eerste Amerikaanse zwemster die deelnam aan vijf Olympische Spelen. Bij haar debuut in Los Angeles was ze 17 jaar en bij haar laatste deelname in Peking was ze 41.

## Zwemcarrière
Dara Torres maakte haar Olympische debuut in eigen land in Los Angeles 1984. Ze ging naar huis met het goud op de 4x100 meter vrije slag dat ze behaalde samen met Jenna Johnson, Carolyn Steinseifer en Nancy Hogshead. Vier jaar later in Seoel haalde Torres twee medailles op zilver op zowel de 4x100 meter vrije slag als de 4x100 meter wisselslag estafette. Ze won opnieuw goud op de 4x100 meter vrije slag in Barcelona. Het team bestond naast Torres uit Nicole Haislett, Angel Martino en Jenny Thompson. Na dit succes besloot ze te stoppen met zwemmen op het hoogste niveau.

### Eerste comeback (1999-2000)
Tijdens een wereldbekerwedstrijd in Washington D.C. in november 1999, na zeven jaar afwezigheid, maakte Torres haar rentree tussen de internationale zwemelite. Tijdens de Amerikaanse Olympische Trials in Indianapolis plaatste ze zich op vijf onderdelen voor de Spelen in Sydney, 50 en 100 meter vrije slag en 100 meter vlinderslag individueel en de estafettes 4x100 meter vrije slage en 4x100 meter wisselslag. In Australië won ze goud op beide estafettes en brons op haar drie individuele nummers, dit bracht haar medailletotaal op negen. Na het toernooi ging Torres opnieuw met zwempensioen.

### Tweede comeback (2007-2008)
In augustus 2007, 15 maanden nadat ze voor het eerst moeder was geworden, werd ze voor de veertiende maal Amerikaans kampioene op de 100 meter vrije slag en drie dagen later won ze ook de 50 meter vrije slag. Op de Amerikaanse Olympische Trials in Omaha, Nebraska plaatste ze zich voor de 50 en 100 meter vrije slag en voor de estafettes 4x100 meter vrije slag en 4x100 meter wisselslag. Na het toernooi maakte ze bekend dat ze de 100 meter liet schieten om beter te presteren op de 50 meter en de estafettes. In Peking behaalde ze op de eerste dag van het zwemtoernooi als slotzwemster zilver op de 4x100 meter vrije slag achter Nederland maar voor Australië. Op de slotdag behaalde ze nog eens tweemaal zilver, op de 50 meter vrije slag achter de Duitse Britta Steffen en op de 4x100 meter wisselslag achter de Australische ploeg die het wereldrecord verbeterden.